# 韦缵
韦缵（466年—510年），字遵彦，京兆郡山北县（今陕西省西安市长安区）人，出自京兆韦氏东眷，北魏镇远将军、太尉谘议参军、霸城懿侯韦珍长子，北魏官员。

## 生平
韦缵虚龄十三时补选为中书学生，他聪明机敏能言善辩，受到博士李彪的称赞。韦缵出任秘书中散，又升任侍御中散。魏孝文帝元宏每次与有名望德行的高僧讨论往复循环，韦缵负责缀集记录，无所遗漏，很受赏识，转任散骑侍郎。太和十八年十一月甲申（494年12月26日），魏孝文帝经过比干墓，亲自为比干撰写吊文，韦缵也作为82名随祭官之一跟随参与了这次巡视，当时的题名为“通直散骑侍郎、臣京兆郡韦缵”，在所有82名随祭官中排在第60位。之后韦缵升任太子中舍人，仍兼任黄门，又兼任司徒右长史，很快转任长兼尚书左丞。寿春归附北魏时，尚书令王肃镇守扬州，奏请韦缵担任长史，韦缵加平远将军，兼任梁郡太守。王肃去世后，朝廷敕令韦缵代理扬州刺史。任城王元澄替代王肃担任扬州刺史，再度奏请韦缵担任长史。正始元年二月戊子（504年3月12日），南梁将军姜庆真乘元澄出征，袭击寿阳，很快占领了寿阳城的外城，韦缵仓促失措，一筹莫展。元澄的母亲任城王太妃孟氏指挥军队登上土墙，守备险要之地，激励文武官员，安慰新老部下，以叛逆和顺从的道理劝谕，将士们都有斗志。北魏齐王萧宝寅率兵前来支援，与扬州军队会师，从四鼓一直打到下晡，姜庆真失败逃走，韦缵被定罪免官。永平三年（510年），韦缵去世，虚岁四十五。

## 家族

### 兄弟
- 韦彧，北魏持节、征虏将军、都督征豳军事，兼七兵尚书、西道行台、阴盘文烈男
- 韦朏，北魏散骑常侍、安东将军、东徐州刺史、杜县宣子